# The Mating
The Mating è un film muto del 1918 diretto da Frederick A. Thomson (con il nome Frederic Thomson).

## Produzione
Il film fu prodotto dalla Vitagraph Company of America (A Blue Ribbon Feature).

## Distribuzione
Distribuito dalla Greater Vitagraph (V-L-S-E), il film - presentato da Albert E. Smith - uscì nelle sale cinematografiche statunitensi il 7 ottobre 1918.